# Lin Dunn
Lin Dunn est une entraîneuse américaine de basketball, née le 10 mai 1947 à Dresden (Tennessee), parmi les plus réputées du pays. 
Elle est nommée au Tennessee Sports Hall of Fame le 19 février 2010, au Indiana Basketball Hall of Fame on le 24 avril 2010 et au UT-Martin Hall of Fame le 16 octobre 2010.

## Universitaires
Diplômée de Tennessee-Martin en 1969, elle n'en a jamais foulé les parquets faute d'équipe féminine, bien qu'elle ait été une vedette au lycée. En effet, avant le vote du Titre IX en 1972 peu d'universités disposaient d'équipes féminines. Le militantisme de Dunn permit la création à Tennessee-Martin de la première équipe féminine dès l'automne 1969.
Sa carrière débute sur le banc d'Austin Peay en 1970 pour cinq années. En 25 saisons pour Purdue, Miami et Austin Peay, elle quitte à chaque l'université avec le meilleur bilan historique de victoires, accumulant 447 victoires (63,5 %) pour 257 défaites.
Elle passe une saison à Mississippi conduisant les Ole Miss Rebels à 25 succès pour 15 revers, ce qui lui vaut d'être nommée entraîneuse de l'année du Mississippi. Puis elle s'engage à Miami de 1979 à 1987, où son bilan est de 149 victoires (55,6 %) pour 119 défaites. Frances Savage est nommée Kodak All-American en 1992 et elle-même est nommée meilleur entraîneuse de Floride en 1980-1981.
Elle est responsable du programme des Boilermakers de Purdue pendant neuf saisons (1988-96) pour 2 006 victoires (75,2 %) et 68 défaites obtenant trois titres de la Big Ten Conference, sept qualification pour le tournoi final NCAA, dont quatre Sweet Sixteen et une qualification pour le Final Four en 1994. Elle y recrute et forme Summer Erb, Ukari Figgs, Stacey Lovelace, Michele Van Gorp et Stephanie White.

## ABL-WNBA
Elle entame le coaching au milieu de la saison 1996-1997 pour répondre à l'appel du Power de Portland dans la défunte American Basketball League. Sa première rencontre est un succès. En un an, l'équipe passe de lanterne rouge à meilleure équipe avec 27 victoires pour 17 revers et le titre de champion de la Conférence Ouest avec des joueuses comme DeLisha Milton-Jones, Sonja Henning, Elaine Powell et la double MVP de l'ABL Natalie Williams. Elle est nommée ABL Coach of the Year. Au-delà de son coaching, elle contribue à faire du Power l'équipe aux meilleurs revenus marketing et la seconde pour l'affluence aux rencontres. Portland compte neuf succès pour quatre revers quand l'ABL cesse ses activités peu avant Noël 1998.
Elle est la première manager générale et entraîneuse du Storm de Seattle lors de la création de la franchise de 1999 à 2002. Elle est impliquée dans le recrutement des deux éléments majeurs du succès de la franchise, la future MVP Lauren Jackson et Sue Bird. En 2002, le Storm a un bilan positif avec 17 victoires pour 15 défaites et une première qualification en play-offs. C'est avec le Storm le 4 juin 2001 qu'elle obtient sa 500e victoire en carrière face au Fever au Conseco Fieldhouse.
Elle est scoute du Fever de l'Indiana en 2003 puis entraîneuse assistante auprès de Nell Fortner de 2004 à 2007. De 2005 à 2007, la franchise obtient chaque fois 21 victoires pour 13 défaites.
Puis elle devient entraîneuse du Fever le 12 décembre 2007. Elle conduit l'équipe aux play-offs dans le championnat 2008. En 2009, elle emmène le Fever aux Finales WNBA, mais l'équipe est battue dans le cinquième match par le Mercury de Phoenix. En 2012, Lin Dunn remporte son premier titre WNBA avec le Fever de Tamika Catchings.
Nommée au Basketball Hall of Fame le 11 juin 2014, elle annonce sa retraite au terme de la saison WNBA 2014 après 38 années en tant que head coach en NCAA puis en WNBA et même 44 en incluant sa direction des activités féminines de cheerleading, de basketball, de volleyball et de tennis pour l'université de Austin Peay State en 1970. Pilier de l'équipe féminine de Tennessee-Martin, qui forme également une autre légende du coaching féminin, Pat Summitt.

## USA Basketball
Elle participe au staff de l'équipe olympique de 1992 qui remporte la médaille de bronze, et de l'équipe championne du Mondial 1990 et pour les Goodwill Games. Elle ramène le bronze en tant qu'entraîneuse à la Jones Cup de 1995. Elle sert huit années durant dans le comité de sélection d'USA Basketball.